# Pentaschistis calcicola
Pentaschistis calcicola är en gräsart som beskrevs av Hans Peter Linder. Pentaschistis calcicola ingår i släktet Pentaschistis och familjen gräs. Utöver nominatformen finns också underarten P. c. hirsuta.